# SN 2003eq
SN 2003eq – supernowa odkryta 24 maja 2003 roku w galaktyce A123748+6213. W momencie odkrycia miała maksymalną jasność 23,20m.